# La Salustia
La Salustia è un dramma per musica in tre atti composto da Giovanni Battista Pergolesi su testo rimaneggiato probabilmente da Sebastiano Morelli e tratto dal libretto Alessandro Severo di Apostolo Zeno, che era andato in scena per la prima volta nel 1717, al Teatro San Giovanni Grisostomo di Venezia, con musica di Antonio Lotti.  L'opera ebbe un esordio molto tribolato nel gennaio del 1732 a causa della morte improvvisa del principale degli interpreti, e dovette essere ritirata fin dai primi di febbraio per dare spazio al lavoro successivo previsto in cartellone.
L'opera era accompagnata da un intermezzo in due parti, la cui musica, almeno in parte composta dallo stesso Pergolesi, è però andata perduta.

## Vicende storiche

### La preparazione
Nel 1731 giungevano a fine per il ventunenne Giovanni Battista Pergolesi i lunghi anni di studio come interno presso il Conservatorio dei Poveri di Gesù Cristo di Napoli, dove non aveva mancato di mettersi in luce, pagandosi anche la retta con le sue attività, di cantore prima e di violinista poi, prestate presso istituzioni religiose e salotti nobiliari. Nel 1729-1730 era stato 'capo paranza' (cioè primo violino) in un gruppo di strumentisti e, secondo una tarda testimonianza, erano stati soprattutto i Padri Filippini ad utilizzare regolarmente i suoi servigi artistici, così come quelli di altri 'mastricelli' (maestrini) del Conservatorio. Fu proprio legata a questo ordine religioso la prima commessa importante che Pergolesi ottenne al momento dell'uscita dalla scuola, e, il 19 marzo 1731, nell'atrio della chiesa oggi detta dei Girolamini, sede della Congregazione di San Giuseppe, fu eseguito l'oratorio in due parti su testo di Antonino Maria Paolucci, La fenice sul rogo, o vero La morte di San Giuseppe, il primo lavoro importante scritto dal compositore jesino. «Nell'estate seguente [poi] Pergolesi fu chiamato a musicare, come saggio finale degli studi, il dramma sacro in tre atti di Ignazio Mancini, Li prodigi della divina grazia nella conversione e morte di san Guglielmo duca d'Aquitania. La rappresentazione ebbe luogo nel chiostro del monastero di S. Agnello Maggiore che ospitava i canonici regolari del Salvatore.»
Vuoi come risultato della rinomanza che Pergolesi si era fatta con tale sua precoce attività, vuoi per il probabile appoggio delle famiglie nobiliari della corte vicereale asburgica con cui era venuto a contatto e presso le quali avrebbe di lì a poco ricoperto anche incarichi di 'maestro di cappella', nella seconda metà dell'anno Pergolesi ottenne la commissione per comporre un'opera seria, con intermezzi comici, da parte addirittura del principale teatro napoletano dell'epoca, il San Bartolomeo. Non si sa praticamente niente delle vicende legate alla composizione dell'opera. Come testo fu deciso di utilizzare il rimaneggiamento di un libretto di Apostolo Zeno vecchio di una quindicina di anni, l'Alessandro Severo, ribattezzato per l'occasione, spostando l'attenzione da un personaggio all'altro, Salustia. L'autore del rimaneggiamento è ignoto, anche se alcune fonti tendono ad accreditare un, peraltro sconosciuto, Sebastiano Morelli, autore della dedica alla viceregina di Napoli contenuta in testa al libretto mandato in stampa. In esso comunque non si dà in alcun modo atto dell'evidente rapporto di filiazione con il testo di Zeno.
La compagnia ingaggiata dal San Bartolomeo era di livello notevole. Secondo le convenzioni del teatro lirico dell'epoca, la compagnia doveva essere composta in maniera standardizzata da una coppia di cantanti di sesso femminile per coprire i ruoli di prima e seconda donna; da una coppia di 'musici' (termine eufemistico con il quale si faceva riferimento ai castrati), peraltro perfettamente sostituibili da donne in travesti, per i ruoli di primo e secondo 'amoroso'; da un tenore baritonale (o, al limite, da un basso) per i ruoli di padre, generale, antagonista, sia buono, sia più spesso vilain; da eventuali altri cantanti che venivaro utilizzati per le terze parti, comunque poco rilevanti e spesso anche prive di arie autonome. Queste parti potevano essere eventualmente eseguite anche dai cantanti impegnati negli intermezzi comici, se previsti, in genere un basso e un soprano (o, in epoca precedente, un contralto).
Nella compagnia del San Bartolomeo primeggiava il contraltista Nicolò Grimaldi, detto il "Cavalier Nicolino", una vera vedette della lirica internazionale, ormai prossimo alla sessantina e da almeno trentacinque anni sulla cresta dell'onda; a lui si affiancava, per i ruoli di secondo amoroso, Angiola Zanuchi (o Zanucchi), un mezzosoprano dalle possibilità probabilmente assai limitate che si era specializzata nei ruoli in travesti. Se il ruolo di tenore era coperto dall'esperto Francesco Tolve, la vera particolarità della compagnia del San Bartolomeo era rappresentata dal settore femminile. Il rango di "prima donna" era riconosciuto senz'altro al giovane soprano Lucia Facchinelli, detta la "Beccheretta", particolarmente in sintonia con il "Nicolino" e arrivata a Napoli insieme a lui. Per il resto però erano a disposizione, non una, ma due cantanti ulteriori: la milanese Teresa Cotti (o Cotte), seconda donna di lungo corso, cui era fra l'altro capitato anche di cantare la parte di Salustia in una delle precedenti intonazioni dell'Alessandro Severo, e l'invece ancora giovane Anna Mazzoni, attiva a Napoli da un paio d'anni e che avrebbe poi avuto anche una carriera da prima donna in giro per l'Italia e l'Europa nel corso degli anni '40. Ebbene, il libretto, forse non prescelto a caso, si attagliava perfettamente a questo tipo di cast, in quanto, oltre ai cinque personaggi di prammatica, ne prevedeva anche un sesto, assai particolare: quello di Giulia Mammea, madre molto poco raccomandabile dell'imperatore Alessandro. I ruoli di madre (e anche quelli di moglie) sono virtualmente assenti dal teatro metastasiano canonico e solo rivolgendosi ad un testo, che all'epoca poteva apparire anche un po' démodé, come quello di Zeno, era possibile ricavare un personaggio di madre, per di più cattiva, della caratura di Giulia Mammea: esso calzava a pennello sulle caratteristiche di mestiere e di esperienza di una cantante come la Cotti. I problemi di distribuzione dei ruoli non finirono però qui. Il quasi sessantenne Nicolino, forse perché non più in grado di sostenere le acrobazie vocali che si richiedevano al "primo amoroso", forse semplicemente perché ormai insofferente per i ruoli da "attor giovane" nei quali poteva forse apparire ridicolo, si era già dimostrato in passato disponibile a mettere in qualche modo in gioco la sua posizione. Alla prima dell'Artaserse di Johann Adolf Hasse, nel 1730, ad esempio, aveva lasciato all'astro nascente del Farinelli il rango di "primo amoroso" ed aveva invece accettato di interpretare il ruolo, tipologicamente tenorile, di Artabano (padre vilain). Lo stesso carattere aveva anche il personaggio di Massimiano protagonista dell'opera omonima di Giuseppe Maria Orlandini, su testo di Zeno, andata in scena a Venezia agli inizi del 1731, con lui come protagonista. È di tutta evidenza che, anche a Napoli, Nicolino, la direzione del teatro e il giovane Pergolesi concordarono di seguire la stessa strada, il che comportò il sovvertimento dell'ordine costituito del settore maschile della compagnia: il "primo musico" si prese il ruolo di padre (Marziano, una specie di malefica controparte maschile di Giulia Mammea), la Zanuchi fu promossa al rango di "primo amoroso", nei panni dell'imbelle imperatore Alessandro, e il tenore Tolve dovette in qualche modo accomodarsi al ruolo residuo di Claudio.
La commessa prevedeva anche di musicare due intermezzi, da eseguire, secondo la consuetudine, tra il primo e secondo atto, e tra il secondo e il terzo, la cui musica però è andata perduta. Il testo fu fornito probabilmente da un certo Domenico Caracajus, il quale provvide anche, secondo Hucke e Monson, a musicare una parte dei recitativi del secondo intermezzo, cosa che potrebbe far pensare che i tempi di scrittura della Salustia siano stati abbastanza ristretti. I due intermezzi non recano nel libretto alcun nome specifico, e ci si è talora riferiti ad essi, da parte della storiografia musicale, con il titolo di Nibbio e Nerina, dal nome dei due protagonisti. Ad interpretarli fu chiamata la rodata coppia comica formata dal basso buffo Gioacchino Corrado, una vera istituzione di questo genere musicale, e dal soprano Celeste Resse, che, con l'appellativo di "La Celestina", si sarebbe di lì a poco fatta un nome anche come cantante seria nella Londra di Händel.

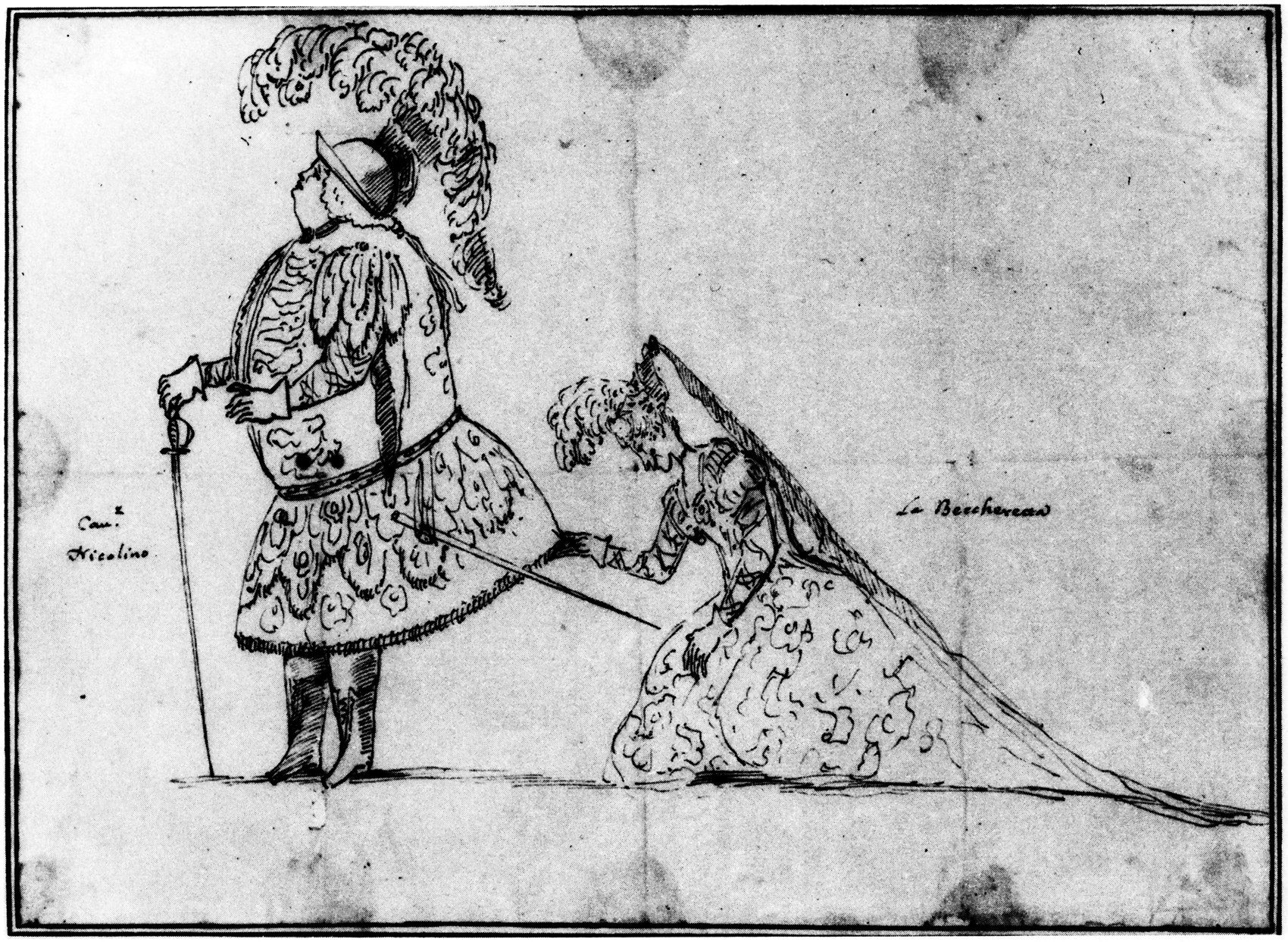
Caricatura di Anton Maria Zanetti raffigurante il cantante Nicola Grimaldi detto Nicolino con Lucia Facchinelli, detta «La Becheretta», che interpretò La Salustia

### Le rappresentazioni
Tutto era dunque pronto per la prima rappresentazione della Salustia, prevista, a quanto recita il libretto, per «l'Inverno 1731», allorché un drammatico evento imprevisto venne a sconvolgere tutti i programmi. Non conosciamo i dettagli degli avvenimenti, ma mentre erano probabilmente già in corso, o almeno in programmazione, le prove, il 1º gennaio del 1732 (i tempi fanno pensare dopo brevissima malattia), il Cavalier Nicolino venne inopinatamente a morte, costringendo la direzione del teatro e Pergolesi ad adottare le opportune misure d'emergenza. Fu richiamato da Roma un non ancora diciottenne e promettente "musico", di nome Gioacchino Conti, detto il "Gizziello", cresciuto artisticamente a Napoli e appena reduce dal debutto sui palcoscenici romani, e fu inserito in compagnia al posto del defunto. Il suo arrivo tornò però a turbare la distribuzione dei ruoli: la stravaganza di affidare ad un castrato un ruolo di padre cattivo, se poteva essere ammissibile di fronte ad un rodato cantante di sessant'anni, diventava improponibile per un giovane esordiente di meno di diciotto, e si decise quindi di correre ai ripari. Il personaggio di Marziano fu restituito al tenore Tolve e il Gizziello si sobbarcò invece il ruolo, meno impegnativo, di Claudio, ricostituendo così l'assetto canonico della compagnia, ma costringendo Pergolesi ad un intervento in extremis sulla partitura. "Alcune arie furono sostituite, altre furono abbassate (da contralto a tenore) o alzate (da tenore a soprano)" e il più soddisfatto dovette probabilmente risultare alla fine il tenore Tolve, il cui personaggio rimaneva musicalmente centrale conservando anche l'aria virtuosistica nel finale pensata originariamente per il Nicolino.
L'opera andò in scena, con le modifiche apportate ed il nuovo cast, probabilmente nella seconda metà del mese di gennaio ed ebbe una permanenza in cartellone brevissima, dovendo lasciare il posto al lavoro successivo, l'Alessandro nell'Indie, di Francesco Mancini, programmato per il 2 febbraio. Dopodiché La Salustia cadde praticamente nel dimenticatoio, anche se le sue carte rimanevano conservate, in attesa, negli archivi: sulla loro base è stato possibile ricostruire con precisione sia la prima versione, poi non andata in scena, con il ruolo di Marziano scritto in chiave di contralto, sia la seconda in cui tale ruolo veniva trasposto in chiave di tenore, e quello di Claudio in chiave di soprano.
Solo nel XXI secolo La Salustia ha fatto finalmente la sua ricomparsa in palcoscenico. Nel 2008, prima all'Opéra Comédie di Montpellier, nel mese di luglio, e poi al Teatro Pergolesi di Jesi, nel mese di settembre, è andata in scena, pratricamente in prima assoluta, la versione originale, in una coproduzione Festival Radio France et Montpellier Languedoc Roussillon, Fondazione Pergolesi Spontini e Opéra National de Montpellier Languedoc Roussillon. 
Nel 2011, poi, la Fondazione Pergolesi Spontini ha voluto che anche la seconda versione, quella effettivamente andata in scena nel 1731, fosse finalmente riproposta e dello spettacolo è stata realizzata una registrazione video della Unitel Classica al Teatro Giovanni Battista Pergolesi di Jesi, di cui è stato pubblicato un DVD/Blu-ray in collaborazione con Arthaus Musik. Anche dell'edizione del 2008 esiste una registrazione televisiva francese, peraltro ancora non riversata su DVD.

## Organico orchestrale
Questo è l'organico orchestrale previsto per la Salustia:
- 2 oboi
- 2 corni
- 2 trombe
- archi
- basso continuo

## Personaggi e interpreti
| Personaggio   | Tipologia vocale                                                | Primi interpreti,                                                                                                   |
| ------------- | --------------------------------------------------------------- | --- |
| Marziano      | inizialmente prevista : mezzosoprano castrato effettiva: tenore | inizialmente previsto : Nicolò Grimaldi ("Nicolino"), cavaliere della Croce di San Marco effettivo: Francesco Tolve |
| Salustia      | soprano                                                         | Lucia Facchinelli (la "Beccheretta")                                                                                |
| Giulia Mammea | soprano                                                         | Teresa Cotti (o Cotte), virtuosa di sua altezza serenissima di Modena                                               |
| Alessandro    | mezzosoprano (in travesti)                                      | Angiola Zanuchi (o Zanucchi), virtuosa di sua altezza serenissima il principe Armstat                               |
| Albina        | soprano                                                         | Anna Mazzoni |
| Claudio       | inizialmente prevista: tenore effettiva: soprano castrato       | inizialmente previsto: Francesco Tolve effettivo: Gioacchino Conti ("Gizziello")                                    |

## Trama

### Antefatto
Questo è l'«Argomento», quale testualmente riportato nel libretto:

## Registrazioni

### Audio
Non risultano registrazioni audio

### Video
| Anno | Cast (nell'ordine: Marziano, Salustia, Giulia, Alessandro, Albina, Claudio                                      | Direttore, Orchestra Regista                                                 | Edizione                                                         |
| ---- | --- | ---------------------------------------------------------------------------- | ---------------------------------------------------------------- |
| 2012 | Vittorio Prato, Serena Malfi, Laura Polverelli, Florin Cezar Ouatu, Giacinta Nicotra, Maria Hinojosa Montenegro | Corrado Rovaris, Accademia Barocca de I Virtuosi Italiani, Juliette Dechamps | Arthaus: - Catalog.: 108 065 (Blu Ray) - Catalog.: 101 651 (DVD) |